# Connarus panamensis
Connarus panamensis är en tvåhjärtbladig växtart som beskrevs av August Heinrich Rudolf Grisebach. Connarus panamensis ingår i släktet Connarus och familjen Connaraceae. Inga underarter finns listade i Catalogue of Life.